# Еремеев, Александр Николаевич
Александр Николаевич Еремеев (20 февраля 1920, Москва — 15 мая 1999, Москва) — советский и российский геолог, директор Всероссийского научно-исследовательского института минерального сырья имени Н. М. Федоровского (1970—1994), Заслуженный деятель науки и техники РСФСР (1980).

## Биография
Родился 20 февраля 1920 года в Москве в семье морского офицера Николая Александровича Еремеева и Елены Владимировны Еремеевой (в дев. Лилье). Дедом А. Н. Еремеева по материнской линии был вице-адмирал В. А. Лилье (1844—1925), командир военного транспорта «Самоед» и крейсера «Россия».
В 1938—1949 годах учился на геофизическом факультете Московского геологоразведочного института, который после войны окончил экстерном.
В 1941 году начал работать в сейсмической партии Северо-Волжского отделения Геофизического треста Народного комиссариата нефтяной промышленности СССР.
С 1945 года занимался нефтеразведкой в восточных районах Русской платформы.
В 1946—1950 года работал старшим инженером производственного геологического отдела Главного геофизического управления Министерства геологии СССР, руководил этим отделом с 1950 года.
В 1953—1959 годах был главным геофизиком Советско-Немецкого уранового геолого-промышленного предприятия «Висмут».
По завершении заграничной командировки перешёл на работу во Всесоюзный научно-исследовательский институт минерального сырья имени Н. М. Федоровского (ВИМС), в котором проработал все последующие годы и который возглавил в 1970 г. После выхода на пенсию являлся главным научным сотрудником института.
- с 1959 г. — руководитель сектора геофизических методов поисков и разведки месторождений;
- с 1966 г. — заместитель директора института по научной работе, руководитель Первого геологического (уранового) отделения;
- с 1970 г. — директор ВИМС;
- с 1994 г. — главный научный сотрудник.

В 1963 году защитил кандидатскую диссертацию, а в 1970 году — докторскую.
Скончался 15 мая 1999 года в Москве.

## Семья
- Жена: Тарасова-Еремеева Нина Гавриловна (1916—1978).
- Дочери: Елена, Ирина.

## Награды и премии
- Орден Ленина
- Орден Трудового Красного Знамени
- Орден Знак Почета
- Орден Дружбы народов
- Почётная грамотой Президиума Верховного Совета РСФСР
- орден «Знамя труда» ГДР
- премия Совета Министров СССР и Министерства геологии СССР.
- Почётный разведчик недр
- 1980 — Заслуженный деятель науки и техники РСФСР.

## Членство в организациях
- Координационный научно-технический совет по решению важнейших проблем в области геологии, методики поисков и разведки месторождений урана (КНТС).
- Секция НТС Министерства геологии СССР
- Секция НТС Минсредмаша СССР
- Почётный член Российской академии естественных наук (РАЕН)
- Почётный член Международной академии минеральных ресурсов.

## Память
20 февраля 2020 года в ВИМС состоялось юбилейное заседание Учёного совета, посвящённое 100-летию со дня рождения А. Н. Еремеева.